# Cuxac-d'Aude
Cuxac-d'Aude en idioma francés, Cuxac d'Aude en idioma occitano, es una localidad  y comuna francesa, situada en el departamento del Aude en la región de Languedoc-Rosellón.
A sus habitantes se les conoce por el gentilicio Cuxanais.

## Demografía
| 2162 | 2314 | 2490 | 3014 | 3998 | 4272 |
| Para los censos de 1962 a 1999 la población legal corresponde a la población sin duplicidades (Fuente: INSEE [Consultar]) |      |      |      |      |      |

(Población sans doubles comptes según la metodología del INSEE).